# マーガレット・トルーマン

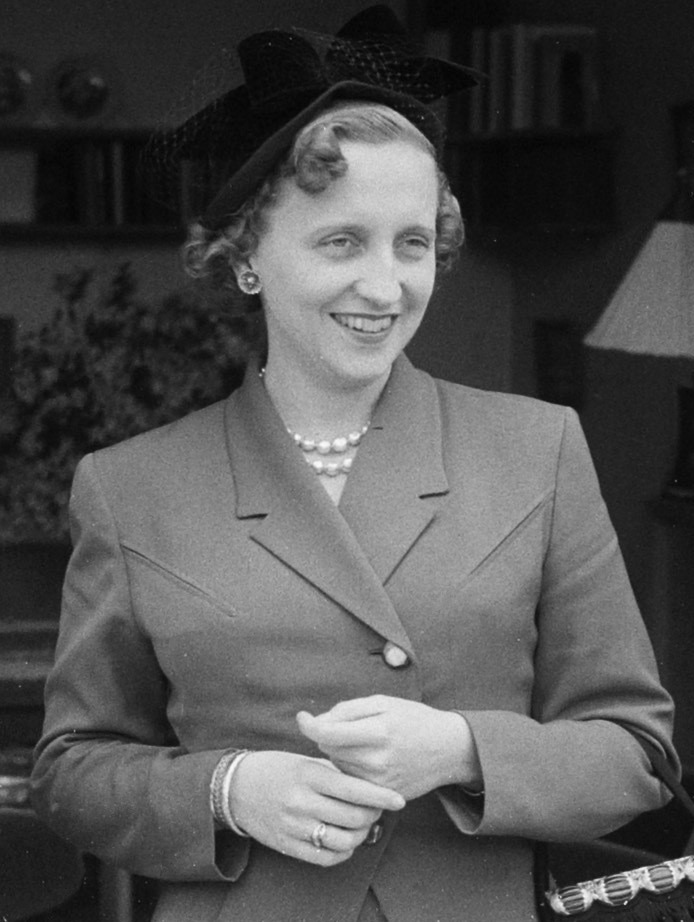
マーガレット・トルーマン, 1951

マーガレット・トルーマン（Margaret Truman）、本名メアリー・マーガレット・トルーマン・ダニエル（Mary Margaret Truman Daniel, 1924年2月17日 - 2008年1月29日）は、アメリカ合衆国の歌手、著作家である。第33代大統領ハリー・S・トルーマンの娘としても知られる。

## 生涯
ミズーリ州インディペンデンスにて、ハリー・S・トルーマン（当時は郡判事）と妻ベスの唯一の子として生まれた。ジョージ・ワシントン大学を卒業後、歌手としてデビューを果たす。1951年2月には『タイム』誌の「表紙の人」に選ばれた。
作家としても活躍し、『ホワイトハウス殺人事件』を始めとする数々の推理小説を著した。
1956年4月21日、ニューヨーク・タイムズ紙の外国特派員だったクリフトン・ダニエル と結婚。クリフトン・トルーマン・ダニエルら4子を儲けた。
1945年の日本敗戦時に降伏文書調印の場となったアイオワ級戦艦「ミズーリ」 (USS Missouri BB-63) の名は、マーガレットが付けたものである。
シカゴの介護施設で死去した。83歳。ハリー・S・トルーマン図書博物館が発表した。同館によると、死亡する数週間前から介護施設で過ごし、呼吸器を装着していたというが、死因は発表されなかった。

## 著書

### フィクション
- Murder in the White House , 1980
  - （日本語訳）『ホワイトハウス殺人事件』　平尾圭吾訳、早川書房（ハヤカワ・ノヴェルズ）、1980年
- Murder on Capitol Hill, 1981
- Murder in the Supreme Court, 1982
- Murder in the Smithsonian, 1983
- Murder on Embassy Row, 1984
- Murder at the FBI, 1985
  - （日本語訳）『FBIの殺人』　中上守訳、サンケイ出版（サンケイ文庫）、1986年
- Murder in Georgetown, 1986
  - （日本語訳）『ジョージタウン殺人事件』　斉藤伯好訳、講談社、1987年
- Murder in the CIA, 1987
- Murder at the Kennedy Center, 1989
- Murder at the National Cathedral, 1990
- Murder at the Pentagon, 1992
- Murder on the Potomac, 1994
- Murder at the National Gallery, 1996
- Murder in the House, 1997
- Murder at the Watergate, 1998
- Murder in the Library of Congress, 1999
- Murder in Foggy Bottom, 2000
- Murder in Havana, 2001
- Murder at Ford's Theater, 2002
- Murder at Union Station, 2004
- Murder at the Washington Tribune, 2005
- Murder at the Opera, 2006
- Murder on K Street, 2007

### ノンフィクション
- Souvenir: Margaret Truman's Own Story, 1956
- White House Pets, 1969
- Harry S. Truman, 1973
- Woman of Courage, 1976
- Letters From Father: The Truman Family's Personal Correspondence, 1981
- Bess W. Truman, 1986
- Where The Buck Stops: The Personal and Private Writings of Harry S. Truman, 1989
- First Ladies, 1995
  - （日本語訳）『ファースト・レディ―「大統領と妻」たちの隠された真実』 湯河京子訳、講談社、1996年
- The President's House: 1800 to the Present, 2004